# Wilhelm Mannhardt
Johann Wilhelm Emmanuel Mannhardt, född 26 mars 1831 i Friedrichstadt, död 25 december 1880 i Danzig, var en tysk etnolog. Han är känd för sina forskningar i baltisk mytologi.

## Biografi
Mannhardt, som en kort tid var docent i Berlin, vann aldrig befordran vid något universitet. Hans tidigare arbeten, Germanische Mythen (1858) och Götterwelt der deutschen und nordischen Völker (1860) stod under inflytande av den gamla tyska mytologiska skolan. Senare påverkades han av engelsmannen Tylor, och i sitt huvudverk Wald- und Feldkulte (2 bd, 1875-77), m.fl. arbeten gav han i anslutning till denne växtvärldens gudomligheter och åkerbrukets riter en animistisk förklaring. Detta arbete påverkade senare Frazer i dennes Golden bough, varigenom Mannhardt först tillfullo blev känd och uppskattad. 
Mannhardt var stadsbibliotekarie i Danzig 1863-1873. Hans betydelse för modern folkloristik har varit stor. Ett beaktansvärt initiativ var att han för att öka sitt undersökningsmaterial sände frågelistor till ett antal länder (inte minst Nordens). Mannhardts skrifter kan näst Grimms betraktas som de betydelsefullaste inom 1800-talets folklivsforskning. De öppnade nya vägar till förståelsen av folkföreställningarna och gav incitament till många nya undersökningar.